# Blattkatalog
Ein Blattkatalog ist ein Bibliothekskatalog, der aus einzelnen Katalogblätter besteht, die in Schnellheftern, Klemmmappen, Ringbüchern oder Folienhüllen gesammelt werden.
Er wird in Listenform geführt. Dabei werden entweder mehrere Katalogaufnahmen fortlaufend maschinenschriftlich auf Blätter (A4 oder A5) geschrieben oder jede Katalogaufnahme erhält ein eigenes Blatt (Loseblattsammlung). Ein Vorteil gegenüber dem Bandkatalog ist, dass Blattkataloge über eine größere Handhabbarkeit und Beweglichkeit verfügen. Das Einfügen von Nachträgen ist einfacher, genauso das Auswechseln beschädigter Blätter. Die maschinenschriftliche Führung erlaubt außerdem die Herstellung mehrerer Exemplare. Die Katalogführung ist allerdings aufwendig, da bei jedem Nachtrag die Mappe aufgelöst werden muss.